# Robert Kleine (Geistlicher)

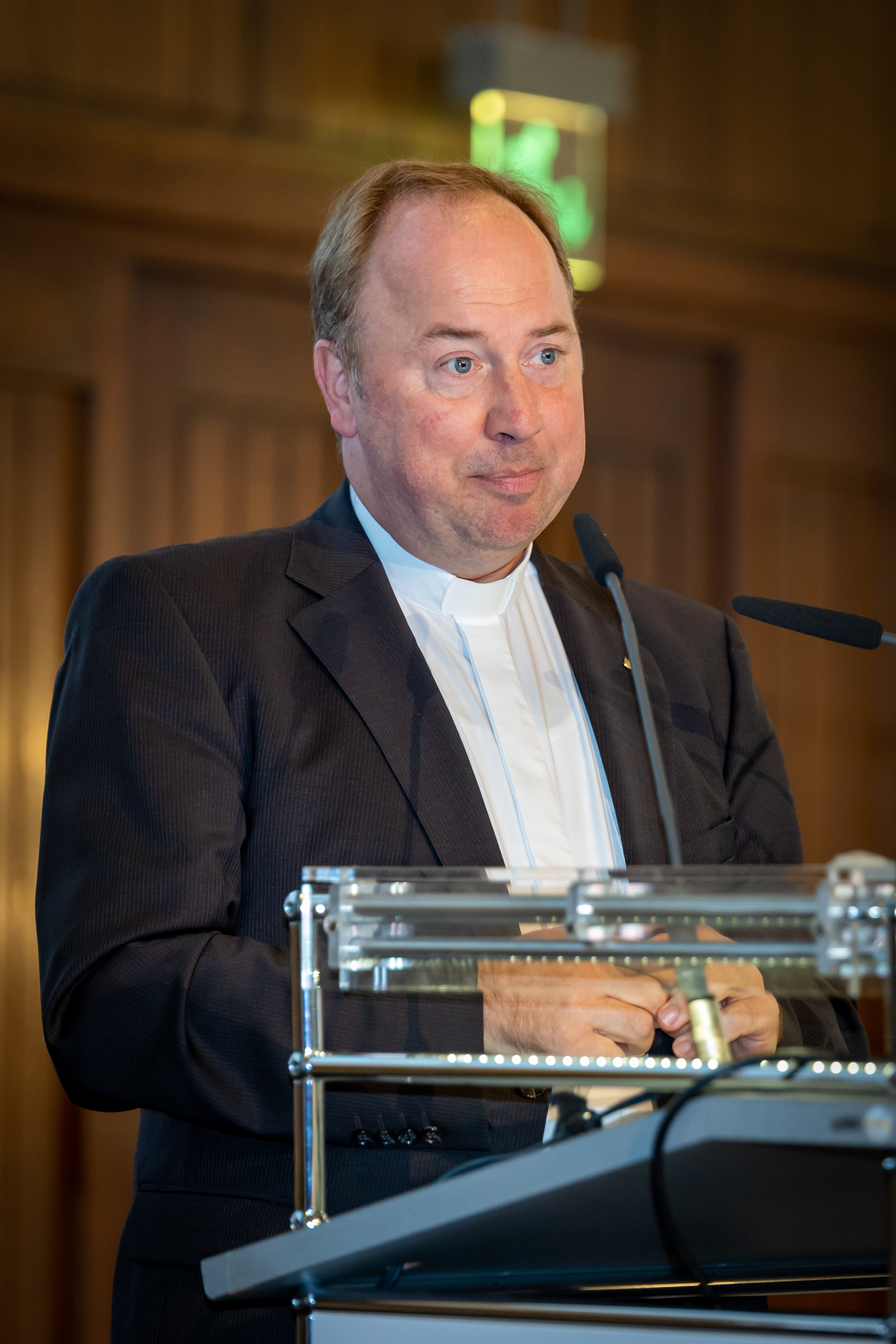
Robert Kleine (2022)

Robert Kleine (* 1. März 1967 in Neuss) ist ein deutscher römisch-katholischer Priester, Kölner Domdechant und als solcher Stellvertreter des Dompropstes sowie Stadtdechant von Köln.

## Leben
Robert Kleine wurde am 18. Juni 1993 im Kölner Dom durch Erzbischof Joachim Kardinal Meisner zum Priester geweiht, zusammen mit den späteren Bischöfen Stefan Heße, Peter Kohlgraf und Dominikus Schwaderlapp; sein Primizspruch lautete „Dient dem Herrn in Freude“ (Ps 100,2 ). Bis 1997 war er Kaplan in St. Mariä Heimsuchung in Rhöndorf und in St. Johann Baptist in Bad Honnef, von 1997 bis 2004 Schulseelsorger der Kölner Domsingschule und Domvikar am Kölner Dom.
Von 2004 bis 2006 leitete Kleine die Abteilung Erwachsenenseelsorge im Erzbischöflichen Generalvikariat Köln, daneben war er bis 2006 Diözesanpräses der Gemeinschaft Katholischer Männer im Erzbistum Köln und bis 2012 Diözesanfrauen- und Männerseelsorger. Bis heute ist er Präses des kfd-Diözesanverbandes. Von 2004 bis 2012  unterstützte er als Subsidiar die Seelsorger in St. Pankratius am Worringer Bruch im Kölner Norden. 2006 verlieh ihm Papst Benedikt XVI. den Titel Kaplan seiner Heiligkeit (Monsignore).
Robert Kleine war von 2006 bis 2012 Leiter der Hauptabteilung Seelsorge im Kölner Generalvikariat und gleichzeitig Abteilungsleiter der Abteilung Liturgie, Spiritualität und Verkündigung in der Hauptabteilung; damit verbunden war das Amt des Kirchenrektors von St. Mariä Himmelfahrt Köln in direkter Nachbarschaft zum Generalvikariat. Von 2008 bis 2012 leitete er die Stabsstelle für Liturgie und Kirchenmusik und war von 2010 bis 2012 Vorsitzender des Bildungswerks der Erzdiözese Köln. Von 2001 bis 2012 war er Mitglied im Diözesanpastoralrat des Erzbistums Köln, seit 2004 Mitglied des Priesterrats des Kölner Erzbistums und ab 2006 auch Mitglied im Erzbischöflichen Rat.
Seit dem 1. Juli 2012 ist Kleine Residierender Domkapitular im Kölner Domkapitel und als Domdechant für die Liturgie an der Hohen Domkirche zu Köln verantwortlich. Am 1. September 2012 wurde er Stadtdechant für die katholischen Pfarrgemeinden in der Stadt Köln. Als solcher ist er geborenes Mitglied im Diözesan-Pastoralrat und im Priesterrat.

## Positionen

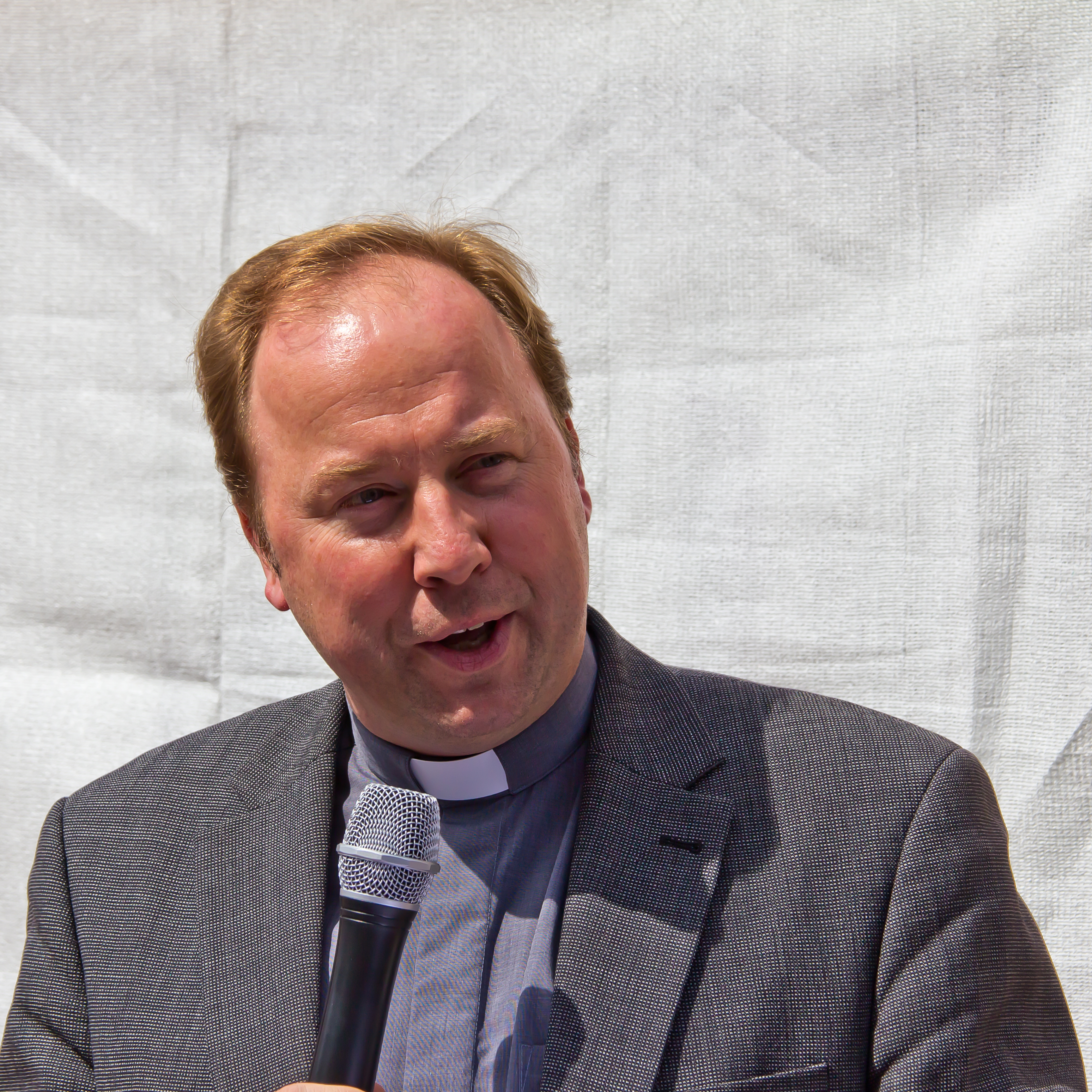
Stadt- und Domdechant Robert Kleine (2013)

Im Zusammenhang mit der zögerlichen Aufklärung von Fällen sexuellen Missbrauchs im Bereich des Erzbistums Köln kritisierte Robert Kleine im Januar 2021 das Erzbistum Köln, appellierte an die Verantwortlichen, Verantwortung zu übernehmen, und forderte persönliche Konsequenzen der Bistumsspitze aus dem Missbrauchsskandal. Der Anspruch von Erzbischof Rainer Maria Woelki als Aufklärer in der Missbrauchskrise sei „desavouiert“, sagte Kleine dem Kölner Stadt-Anzeiger. Er wies darauf hin, dass auch bei überzeugten Katholiken angesichts des Vorgehens der Bistumsleitung große Ratlosigkeit herrsche, und sprach von einer desaströsen Außenwirkung.

## Trivia
Robert Kleine ist der Feldhillije („Feldheiliger“/Feldgeistlicher) im Traditionskorps Altstädter Köln 1922 des Kölner Karnevals.